# Teoria de detecció de senyals

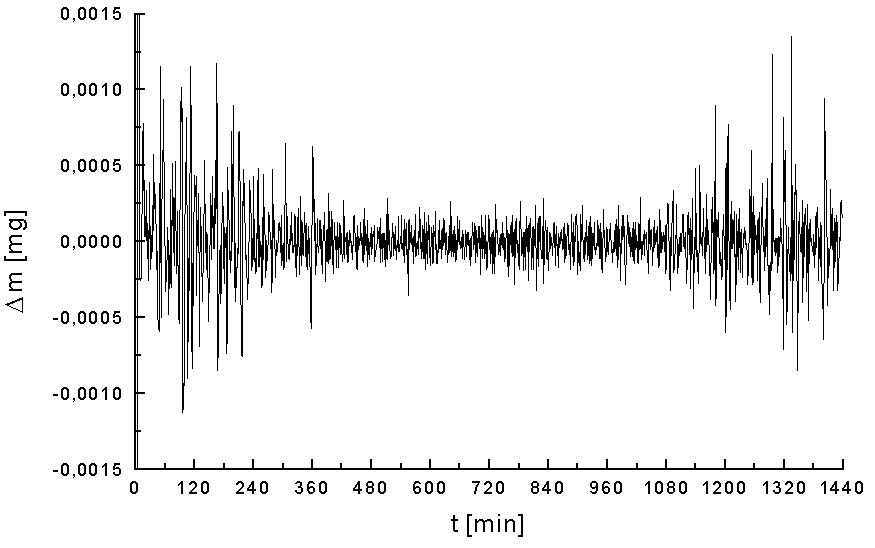
Gravació del soroll d'un dispositiu anàlisi termogravimètrica amb un mal aïllament des del punt de vista mecànic; El centre de la corba mostra un menor soroll, causat per una menor activitat humana durant la nit.

La Teoria de detecció de senyals, abreujada com TDS, són els mitjans de quantificar la capacitat de destriar entre el senyal i el soroll.En el camp de l'electrònica, la separació d'aquests patrons del fons que els emmascaren es coneix com a "recuperació de senyals".
Gran part dels primers treballs en la teoria de la detecció van ser realitzats per investigadors del món del radar. El 1954, la teoria fou desenvolupada completament en el seu vessant teòric descrita per Peterson, Birdsall i Fox i també el 1954 fou creada la base per a la teoria psicològica pels doctors Wilson P.Tanner, David M. Green i John A. Swets, La teoria de la detecció fou utilitzada el 1966 per part de John A.Swets i David M. Green aplicada a la psicofísica. Green i Swets van criticar els mètodes tradicionals de la psicofísica per la seva incapacitat per discriminar entre la sensibilitat real dels subjectes i el seu (potencial) biaix de resposta.
La teoria de la detecció té aplicacions en molts camps, com ara diagnòstics de qualsevol tipus, control de qualitat, telecomunicacions i psicologia. El concepte és similar a la relació senyal-soroll utilitzada en les matrius de ciències i confusions utilitzades en intel·ligència artificial. També es pot utilitzar en la gestió d'alarmes, on és important separar esdeveniments importants del soroll de fons.

## Introducció en la psicologia
La seva aplicació i introducció en Psicologia s'inicia amb Tanner i Swets (1954) en experiments de visió i Smith i Wilson (1953) i Munson i Karlin (1954) en audició. A principis dels anys 60 ja s'havien publicat més de 100 treballs la revisió dels quals més autoritzada es troba en el llibre de Swets i Green (1966, 1974).
Green i Swets van criticar els mètodes tradicionals Psicofísics per la seva inhabilitat de discriminar entre la sensibilitat veritable d'un subjecte i les seves tendències (potencials) de resposta.

## Usos
La teoria de la detecció té usos en molts camps tals com a diagnòstic de qualsevol classe, control de qualitat, telecomunicacions, i psicologia.
El concepte és similar al quocient del senyal / soroll usat en les ciències, i és també usable en el maneig d'alarmes, on és important separar esdeveniments importants de soroll de fons.
Segons la teoria, hi ha un nombre de determinants psicològics de com detectarem un senyal, i d'on estaran els nostres límits d'alarma. L'experiència, les expectatives, l'estat fisiològic (i.g. fatiga) i altres factors afecten llindars. Per exemple, un sentinella en temps de guerra detectarà probablement estímuls més febles que el mateix sentinella en temps de pau.

## Aplicacions de la teoria de detecció de senyals a l'oftalmologia
La teoria de detecció de senyals TDS és un sistema d'anàlisi de presa de decisió desenvolupat durant els anys 50-60 del segle passat que ha tingut una gran repercussió en medicina i cada vegada més futur en oftalmologia.
Implica un senyal envoltat de soroll que és transmesa a una persona o màquina i la decisió (resposta) que suscita en aquesta. Aquest sistema, aparentment senzill, es va revelar molt útil en activitats dispars, des de vigilància/alarma al diagnòstic mèdic .
En esquema funciona com un sistema binari de respostes SÍ-NO davant el senyal/soroll donant lloc a una matriu 2x2: encerts veritables, falsos positius, omissions veritables i falsos negatius (dos errors i dues decisions correctes). La seva expressió gràfica més coneguda és la Corba ROC (Receiver Operating Characteristic) la forma de la qual i superfície indica amb precisió la sensibilitat i l'especificitat (ambdues determinen la capacitat discriminativa o perspicàcia) de qualsevol persona o màquina. Els fonaments i principis de la TDS van quedar ben establerts matemàtica i psicològicament, i subsegüentment es van crear programes informàtics que van funcionar bé en el control de qualitat de màquines i tècniques diagnòstiques, sempre que existís un gold standard diagnostic de referència i que hi hagués pre-establerts un llindar o criteri adequats. El "gold standard "diagnostic per al glaucoma resulta en certa manera ser una tautologia quan precisament el glaucoma es defineix perimètricament .
En oftalmologia es va començar a usar la TDS en el diagnòstic perimètric del glaucoma valorant-se mitjançant corbes ROC perímetres de diferents marques amb noves estratègies, ràpides o lentes, sobre poblacions normals, amb hipertensió ocular i amb glaucoma confirmat així amb altres exploracions relacionades, com ara els paràmetres estructurals de la papil·la òptica. Al nostre país, especialment el grup de la Universitat de la Llacuna ha valorat les seves pròpies estratègies mitjançant la TDS estudiant diferents «corts» i paràmetres (SM, DM, LV). Actualment la TDS és d'obligat compliment en recerca i valoració perimètriques.
Però l'aspecte original psicofísic no fechnerià de la TDS va ser descartat des d'un principi per l'estament canònic perimètric centreeuropeu pels imponderables tecnològics de l'època.

## TDS
La TDS proposa una innovació psicofísica al clàssic llindar admès en perimetria i utilitza conceptes tals com a soroll, senyal, senyal+soroll o criteri. Assumeix que l'estímul deu ser detectat contra un fons sorollós i que l'individu té el seu propi criteri interessat de resposta.
La sensibilitat TDS dependria llavors: a) de la intensitat del senyal, b) de la sensibilitat local de l'observador, influenciada pel soroll i l'atenció i c) del criteri adoptat per l'observador, determinat per les seves motivacions i expectatives. Canvis en el criteri natural de resposta d'un individu durant o entre les perimetries poden influir en els llindars obtinguts .
El biaix del factor humà cognitiu psicològic considerat per la TDS era clàssicament atribuït a la inexperiència o a la fatiga però podria explicar en part la pertinaç variabilitat a curt i llarg termini que s'observa en les sèries perimètriques malgrat els moderns processos de filtratge.
Com a hipòtesi de treball, amb l'enginyeria i els algorismes necessaris l'estructuració matemàtica de la TDS aplicada a la perimetria hauria de facilitar el càlcul numèric sobreafegit de la sensibilitat (d') i el criteri (ß) del subjecte en una mateixa i successives exploracions. S'ha trobat que la manera de donar les instruccions prèvies a l'explorador pot modificar el criteri del que està sent explorat.
El criteri constituiria un factor correctiu interessant per a l'assoliment d'una perimetria (exploració del camp visual) perfecta.